# Promozione Liguria 1970-1971
Nella stagione 1970-1971 la Promozione era il quinto livello del calcio italiano (il massimo livello regionale).
Il campionato è strutturato in vari gironi all'italiana su base regionale, gestiti dai Comitati Regionali di competenza. Promozioni alla categoria superiore e retrocessioni in quella inferiore non erano sempre omogenee; erano quantificate all'inizio del campionato dal Comitato Regionale secondo le direttive stabilite dalla Lega Nazionale Dilettanti, ma flessibili, in relazione al numero delle società retrocesse dal Campionato Interregionale e perciò, a seconda delle varie situazioni regionali, la fine del campionato poteva avere degli spareggi sia di promozione che di retrocessione.
Questo è il girone organizzato dal Comitato Regionale Ligure a cui era demandata l'organizzazione dei campionati delle squadre della Liguria.

## Squadre partecipanti
| Squadra              | Città                        |
| -------------------- | ---------------------------- |
| S.C. Alassio         | Alassio (SV)                 |
| A.S. Campese         | Campo Ligure (GE)            |
| Fulgorcavi           | Uscio (GE)                   |
| G.S. Gruppo "C"      | Genova (GE)                  |
| U.S. Lavagnese       | Lavagna (GE)                 |
| A.C. Lerici          | Lerici (SP)                  |
| S.C. Molassana Boero | Molassana (GE)               |
| A.S. Ovadese         | Ovada (AL)                   |
| U.S. Pietra Soccorso | Pietra Ligure (SV)           |
| Pol. Pro Recco       | Recco (GE)                   |
| U.S. Sammargheritese | Santa Margherita Ligure (GE) |
| U.S. Sanremese       | Sanremo (IM)                 |
| U.S. Sestri Levante  | Sestri Levante (GE)          |
| F.C. Vado            | Vado Ligure (SV)             |
| F.B.C. Varazze       | Varazze (SV)                 |
| U.S. Ventimigliese   | Ventimiglia (IM)             |

## Classifica finale
|  | Pos. | Squadra         | Pt | G  | V  | N  | P  | GF | GS | DR  |
|  | ---- | --------------- | -- | -- | -- | -- | -- | -- | -- | --- |
|  | 1.   | Sestri Levante  | 43 | 30 | 14 | 15 | 1  | 28 | 11 | +17 |
|  | 2.   | Sanremese       | 38 | 30 | 14 | 10 | 6  | 46 | 32 | +14 |
|  | 3.   | Lavagnese       | 34 | 30 | 12 | 10 | 8  | 40 | 31 | +9  |
|  | 4.   | Vado            | 33 | 30 | 11 | 11 | 8  | 36 | 26 | +10 |
|  | 5.   | Ovadese         | 31 | 30 | 11 | 9  | 10 | 29 | 28 | +1  |
|  | 6.   | Pietra Soccorso | 30 | 30 | 8  | 14 | 8  | 30 | 28 | +2  |
|  | 6.   | Lerici          | 30 | 30 | 7  | 16 | 7  | 30 | 30 | 0   |
|  | 6.   | Alassio         | 30 | 30 | 11 | 8  | 11 | 31 | 33 | -2  |
|  | 9.   | Gruppo "C"      | 29 | 30 | 11 | 7  | 12 | 26 | 28 | -2  |
|  | 10.  | Varazze         | 28 | 30 | 8  | 12 | 10 | 32 | 32 | 0   |
|  | 10.  | Molassana Boero | 28 | 30 | 9  | 10 | 11 | 25 | 33 | -8  |
|  | 12.  | Sammargheritese | 27 | 30 | 8  | 11 | 11 | 27 | 31 | -4  |
|  | 12.  | Pro Recco       | 27 | 30 | 8  | 11 | 11 | 25 | 30 | -5  |
|  | 14.  | Ventimigliese   | 25 | 30 | 8  | 9  | 13 | 22 | 29 | -7  |
|  | 14.  | Campese         | 25 | 30 | 5  | 15 | 10 | 20 | 31 | -11 |
|  | 16.  | Fulgorcavi      | 22 | 30 | 7  | 8  | 15 | 36 | 50 | -14 |

Legenda:
      Promosso in Serie D 1971-1972.
      Retrocesso in Prima Categoria 1971-1972.
Regolamento:
Due punti a vittoria, uno a pareggio, zero a sconfitta.
In caso di assegnazione di un titolo sportivo le squadre erano classificate secondo la differenza reti generale. In caso di ulteriore parità era previsto uno spareggio in campo neutro.
Note: